# Hugo Black

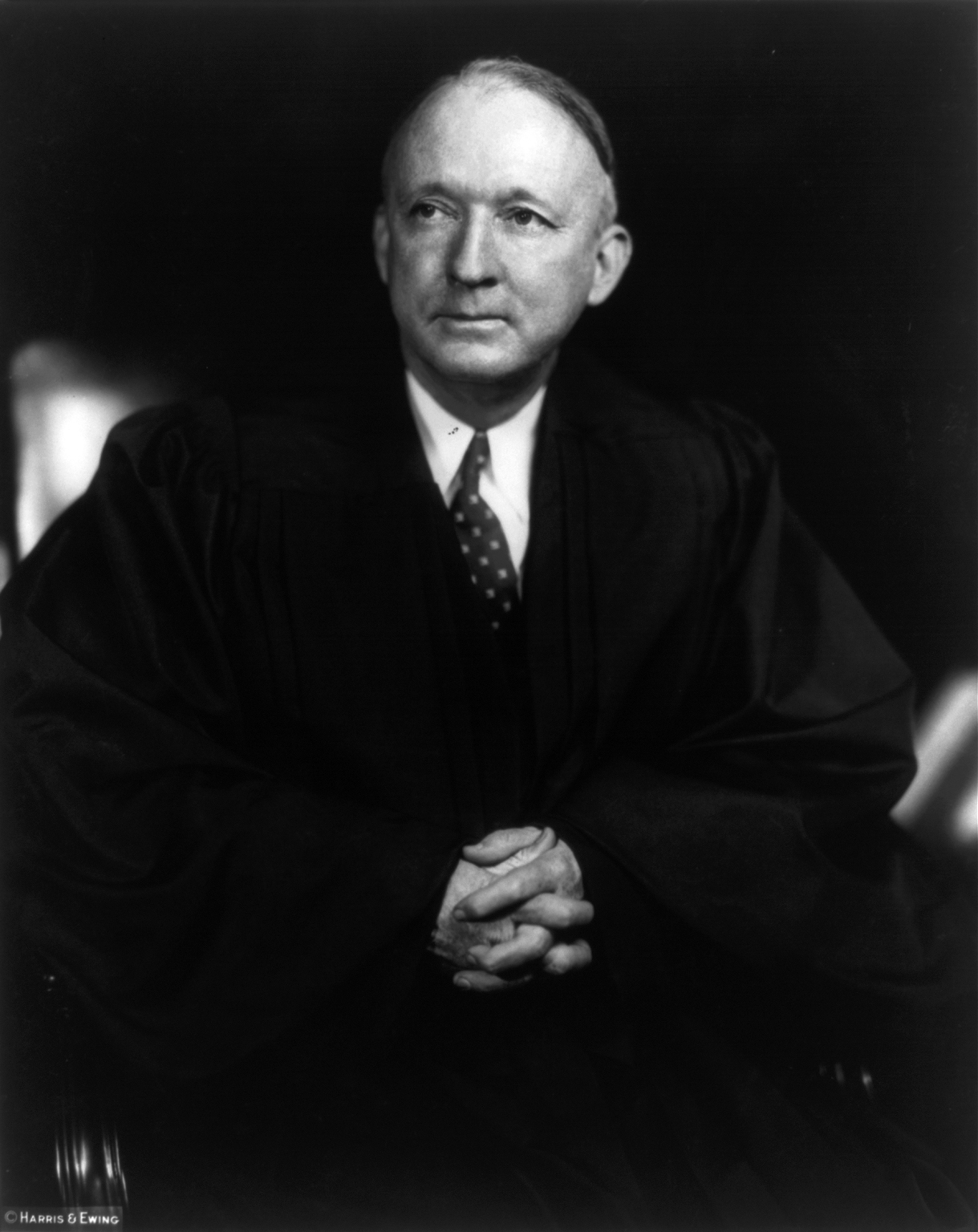
Hugo Black

Hugo LaFayette Black (* 27. Februar 1886 in Ashland, Clay County, Alabama; † 25. September 1971 in Bethesda, Maryland) war ein US-amerikanischer Politiker und Jurist. Er saß von 1926 bis 1937 für den Bundesstaat Alabama im Senat der Vereinigten Staaten und war anschließend von 1937 bis 1971 Beisitzender Richter am Obersten Gerichtshof der Vereinigten Staaten. Häufig wird Black als einer der einflussreichsten Richter des 20. Jahrhunderts angesehen.
Er wurde von Präsident Franklin D. Roosevelt berufen. Seine Amtszeit, in welcher er vor allem für seine wörtliche Auslegung der Verfassung der Vereinigten Staaten bekannt war, war die viertlängste aller Richter am Obersten Gerichtshof der USA. Dauerhaft geprägt hat er die amerikanische Rechtsprechung mit der zu seinen Lebzeiten noch nicht vermittelbaren Auffassung, die gesamte Bill of Rights gelte auch für die Bundesstaaten der USA. Es ist bis heute schwierig, Hugo Black in ein politisches Spektrum einzuordnen. Während seine wörtliche Auslegung der Bill of Rights häufig zu starker Unterstützung der Bürgerrechte führte, lehnte er beispielsweise zeitlebens ein verfassungsmäßig verbrieftes Recht auf Privatsphäre ab.

## Herkunft und Jugend
Mit 17 Jahren schrieb Black sich für ein Medizinstudium ein, entschied sich dann aber auf Anraten seines Bruders für ein Jurastudium an der University of Alabama. Nach dem Abschluss seines Studiums eröffnete er eine kleine Kanzlei, zog dann aber nach Birmingham (Alabama) und trat während des Ersten Weltkriegs in die US-Armee ein, wo er den Rang eines Captain erlangte. 1921 heiratete er Josephine Foster (1899–1951), mit der er drei Kinder hatte.
In den 1920er-Jahren trat Black in den Ku-Klux-Klan ein, nachdem er 1921 ein Mitglied dieser Organisation in einem Mordprozess verteidigte und einen Freispruch erwirkt hatte. Vor dem Hintergrund seiner späteren Unterstützung der Bürgerrechtsbewegung und seiner Beteiligung am Urteil im Prozess Brown v. Board of Education, in dem die Rassentrennung an Schulen aufgehoben wurde, ist dies besonders interessant.

## Abgeordneter des Senats
1926 wurde Black als Kandidat der Demokraten in den US-Senat gewählt. 1932 wurde er wiedergewählt.
Im Senat galt er als starker Unterstützer des Präsidenten Franklin D. Roosevelt und dessen New-Deal-Politik. Ende 1933 führten seine Untersuchungen zur Aufdeckung des Luftpost-Skandals. Im Jahr 1935 wurde Black Vorsitzender des Ausschusses für Erziehung und Arbeit. Diesen Posten hielt er bis zum Ende seines Mandats inne.

## Richter am Obersten Gerichtshof
Nachdem der konservative Richter Willis Van Devanter 1937 aus Altersgründen zurücktrat, berief Roosevelt Hugo Black an den Obersten Gerichtshof der USA. Einen Monat nach seiner Bestätigung durch den Senat veröffentlichte die Pittsburgh Post-Gazette eine Reihe von Artikeln über Blacks Vergangenheit beim Ku-Klux-Klan, für die der Reporter Ray Sprigle einen Pulitzer-Preis erhielt. Die folgende öffentliche Kontroverse verebbte jedoch schnell, als Black in Chambers v. Florida, einem Prozess über Druck zum Erzwingen eines Geständnisses gegen einen Afroamerikaner, für den Angeklagten urteilte und die Mehrheitsmeinung in diesem Prozess verfasste.
1950 stimmte Black in einer Entscheidung über die Verfassungsmäßigkeit einiger antikommunistischer Gesetze gegen die Mehrheit des Gerichts, da diese Gesetze seiner Meinung nach gegen den Ersten Zusatzartikel zur Verfassung der Vereinigten Staaten, der unter anderem Meinungsfreiheit garantiert, verstießen.
Nachdem seine erste Frau nach langer Krankheit verstorben war, heiratete Black 1951 Elizabeth Seay DeMeritte. 1962 schrieb er die Mehrheitsmeinung in einer Entscheidung gegen Gebete in Schulen. In Griswold v. Connecticut stimmte er gegen die Mehrheit, da seiner Meinung nach die Verfassung der Vereinigten Staaten kein Recht auf Privatsphäre enthalte.

## Späte Jahre
1971 trat Black aus gesundheitlichen Gründen zurück. Am 25. September desselben Jahres starb er an einem Schlaganfall. Sein Nachfolger war Lewis F. Powell. Black diente 34 Jahre lang am Obersten Gerichtshof.

## Rechtsprechung
Besonders bekannt war Hugo Black für seine wörtliche Auslegung der US-Verfassung. Er lehnte jegliche Auslegung und Interpretation der Verfassung ab.
Black war wie alle von Franklin D. Roosevelt nominierten Richter ein Unterstützer weitreichender Macht der Bundesregierung. In Oregon v. Mitchell jedoch urteilte er, dass die Bundesregierung kein Recht habe, ein Mindestalter für Wahlen in den Bundesstaaten festzulegen.
Obwohl seine frühere Mitgliedschaft im Ku-Klux-Klan es nicht nahelegt, unterstützte Black während seiner Amtszeit am Obersten Gerichtshof häufig die Bürgerrechte. Unter anderem war er am Urteil Brown v. Board of Education zur Aufhebung der Rassentrennung an Schulen beteiligt, schrieb jedoch auch die Mehrheitsmeinung im Prozess Korematsu v. United States und rechtfertigte so die Internierung von japanischstämmigen Amerikanern während des Zweiten Weltkrieges.
Hugo Black leitete aus dem Ersten Zusatzartikel eine starke Trennung von Kirche und Staat ab. In McCollum v. Board of Education urteilte er, dass öffentliche Schulen keinen Religionsunterricht geben dürfen.
Des Weiteren wird er als Befürworter weitreichender Meinungsfreiheit gesehen und stimmte in New York Times Co. v. United States für die Veröffentlichung der als Verschlusssache klassifizierten Pentagon-Papiere. Er hatte jedoch eine enger gefasste Meinung über die Definition von Rede in Bezug auf Redefreiheit. So war er zum Beispiel der Meinung, dass Flaggenverbrennung nicht unter die Meinungsfreiheit fiele.
Einer der wichtigsten Bestandteile von Blacks Rechtsprechung war seine Auffassung, dass die gesamte Bill of Rights auch für die Bundesstaaten gelte.

## Werke
Mr. Justice and Mrs. Black: The Memoirs of Hugo L. Black and Elizabeth Black. Neuauflage. Random House, New York 1986.